# Мешана салата
Мешана салата е популярна салата от българската национална кухня. Продуктите, с които се приготвя този вид салата, са: домати, краставици, магданоз и кромид лук, като характерно те са нарязани на по-дребни парчета или кубчета.
Овкусява се със сол, оцет и олио (зехтин) и се поръсва със сирене.